# Ariel Rodríguez
 Ariel Rodríguez (Puntarenas, 22 april 1986) is een Costa Ricaans voetballer die als middenvelder speelt.

## Clubcarrière
Rodríguez begon bij LD Alajuelense waar hij aanvankelijk niet doorbrak. Na bij meerdere kleinere clubs gespeeld te hebben waar hij in het seizoen 2012/13 indruk maakte bij Municipal Pérez Zeledón, keerde hij in 2013 terug bij Alajuelense.

## Interlandcarrière
Hij nam deel aan het Wereldkampioenschap voetbal onder 17 - 2003. Met het Costa Ricaans voetbalelftal won hij de Copa Centroamericana 2013 en nam hij deel aan de CONCACAF Gold Cup 2013. Hij was opgenomen in de voorselectie voor het wereldkampioenschap voetbal 2014 maar viel af.